# Мисс мира 2018
Мисс мира 2018 (англ. Miss World 2018) — 68-й международный конкурс красоты. Проводился 8 декабря 2018 года в городе Санья, Китай. Ванесса Понсе стала первой представительницей Мексики, победившей в данном конкурсе.

## За кулисами
В марте 2018 года президент Джулия Морли подписала контракт с Джианджун Ли, президентом компании New Silk Road, для проведения финала конкурса красоты в Китае.

## Результат
| Итоговый результат | Участница |
| ------------------ | --- |
| Мисс мира 2018     | - Мексика – Ванесса Понсе |
| Runner-up          | - Таиланд – Николин Пичапа Лимснукан |
| Топ-5              | - Беларусь – Мария Василевич - Ямайка – Кадия Робинсон - Уганда – Куин Абенакио |
| Топ-12             | - Франция – Maëva Coucke - Мартиника – Larissa Segarel - Маврикий – Murielle Ravina - Непал – Shrinkhala Khatiwada - Новая Зеландия – Jessica Tyson - Панама – Solaris Barba - Шотландия – Linzi McLelland |
| Топ-30             | - Бангладеш – Jannatul Ferdous - Барбадос – Ashley Lashley - Бельгия – Angeline Flor Pua - Китай – Mao Peirui - Чили – Anahi Hormazabal - Острова Кука – Reihana Koteka-Wiki - Индия – Anukreethy Vas - Индонезия – Алья Нуршабрина - Япония – Kanako Date - Малайзия – Larissa Ping - Нигерия – Anita Ukah - Северная Ирландия – Katharine Walker - Россия – Natalya Stroeva - Сингапур – Vanessa Peh - ЮАР – Thulisa Keyi - США – Marisa Butler - Венесуэла – Veruska Ljubisavljević - Вьетнам – Trần Tiểu Vy |

### Континентальные королевы красоты
| Континент | Участница                        |
| --------- | -------------------------------- |
| Африка    | - Уганда – Куиин Абенакио        |
| Америка   | - Панама – Соларис Барба         |
| Азия      | - Таиланд – Nicolene Limsnukan   |
| Карибы    | - Ямайка – Kadijah Robinson      |
| Европа    | - Беларусь – Мария Василевич     |
| Океания   | - Новая Зеландия – Jessica Tyson |

## Мероприятия

### Личная встреча

#### Тур 1
- Переход ко 2 раунду в личном зачёте.
- Переход в Топ-30 с помощью соревнования, кроме соревнования «один на один».
- Переход до 30 лучших по выбору судей.
- Переход в Топ-30 с помощью соревнования или выбора судей, кроме соревнования «лицом к лицу», но также и до второго раунда соревнования «лицом к лицу».

| Группа | Страна 1              | Страна 2                 | Страна 3                            | Страна 4          | Страна 5          | Страна 6       |
| ------ | --------------------- | ------------------------ | ----------------------------------- | ----------------- | ----------------- | -------------- |
| 1      | Австралия             | Чехия                    | Эфиопия                             | Гана              | Маврикий          | Перу           |
| 2      | Барбадос              | Острова Кайман           | Франция                             | Германия          | Грузия            | Парагвай       |
| 3      | Финляндия             | Латвия                   | Сьерра-Леоне                        | ЮАР               | Венесуэла         | Уэльс          |
| 4      | Экваториальная Гвинея | Гайана                   | Исландия                            | Норвегия          | Филиппины         | Сенегал        |
| 5      | Канада                | Доминиканская Республика | Гибралтар                           | Ямайка            | Нигерия           | Шотландия      |
| 6      | Бангладеш             | Бразилия                 | Виргинские Острова (Великобритания) | Китай             | Дания             | Ирландия       |
| 7      | Багамские Острова     | Ботсвана                 | Чили                                | Япония            | Республика Корея  | Зимбабве       |
| 8      | Боливия               | Камерун                  | Острова Кука                        | Ливан             | Словакия          | США            |
| 9      | Албания               | Англия                   | Индонезия                           | Казахстан         | Малайзия          | Руанда         |
| 10     | Кипр                  | Гваделупа                | Лесото                              | Никарагуа         | Сербия            | Словения       |
| 11     | Армения               | Белиз                    | Гватемала                           | Италия            | Мьянма            | Новая Зеландия |
| 12     | Египет                | Индия                    | Черногория                          | Панама            | Южный Судан       | Вьетнам        |
| 13     | Босния и Герцеговина  | Гуам                     | Люксембург                          | Молдова           | Непал             | н/д            |
| 14     | Беларусь              | Кюрасао                  | Мартиника                           | Нидерланды        | Пуэрто-Рико       | Сингапур       |
| 15     | Австрия               | Греция                   | Венгрия                             | Черногория        | Таиланд           | Украина        |
| 16     | Бельгия               | Болгария                 | Колумбия                            | Лаос              | Португалия        | Замбия         |
| 17     | Аруба                 | Мальта                   | Мексика                             | Северная Ирландия | Россия            | Испания        |
| 18     | Хорватия              | Гаити                    | Шри-Ланка                           | Танзания          | Тринидад и Тобаго | Турция         |
| 19     | Аргентина             | Эквадор                  | Сальвадор                           | Кения             | Мадагаскар        | Польша         |
| 20     | Ангола                | Гвинея-Бисау             | Гондурас                            | Гонконг           | Уганда            | н/д            |

#### Тур 2
- Переход в Топ-30 с помощью лицом к лицу.

| Группа | Страна 1  | Страна 2          |
| ------ | --------- | ----------------- |
| 1      | Маврикий  | Франция           |
| 2      | Венесуэла | Филиппины         |
| 3      | Нигерия   | Бангладеш         |
| 4      | Чили      | Ливан             |
| 5      | Малайзия  | Гваделупа         |
| 6      | Мьянма    | Индия             |
| 7      | Непал     | Сингапур          |
| 8      | Таиланд   | Болгария          |
| 9      | Мексика   | Тринидад и Тобаго |
| 10     | Аргентина | Уганда            |

### Топ-модель
Мёва Кук представительница Франции победила в конкурсе Топ-модель и стала первой четвертьфиналисткой Мисс мира 2018.
| Итоговый результат | Участница |
| ------------------ | --- |
| Победитель         | - Франция – Мёва Кук |
| 1-я Вице мисс      | - Китай – Peirui Mao |
| 2-я Вице мисс      | - Сенегал – Aissatou Filly |
| 3-я Вице мисс      | - Республика Корея – Bo Ah Cho |
| 4-я Вице мисс      | - ЮАР – Thulisa Keyi |
| Топ-32             | - Австралия – Taylah Cannon - Барбадос – Ashley Lashley - Беларусь – Мария Василевич - Бельгия – Angeline Flor Pua - Бразилия – Jéssica Carvalho - Чили – Anahi Hormazabal - Хорватия – Ivana Mudnić Dujmina - Германия – Christine Keller - Греция – Maria Lepida - Гваделупа – Morgane Thérésiné - Италия – Nunzia Amato - Япония – Kanako Date - Малайзия – Larissa Ping Liew - Мексика – Vanessa Ponce de Leon - Непал – Shrinkhala Khatiwada - Новая Зеландия – Jessica Tyson - Нигерия – Anita Ukah - Панама – Solaris Barba - Филиппины – Katarina Rodriguez - Польша – Agata Biernat - Россия – Natalya Stroeva - Сербия – Ivana Trišić - Испания – Amaia Izar - Шри-Ланка – Nadia Gyi - Таиланд – Nicolene Pichapa Limsnukan - Турция – Sevval Sahin - Вьетнам – Trần Tiểu Vy |

### Талант
Канако Дате представительница Японии выиграла конкурс талантов и стала вторым четвертьфиналистом Мисс мира 2018.
| Итоговый результат | Участница |
| ------------------ | --- |
| Победитель         | - Япония – Канако Дате |
| 1-я Вице мисс      | - Китай – Peirui Mao |
| 2-я Вице мисс      | - Канада – Hanna Begovic |
| 3-я Вице мисс      | - Польша – Agata Biernat |
| 4-я Вице мисс      | - Малайзия – Larissa Ping Liew |
| Топ-18             | - Болгария – Kalina Miteva - Острова Кука – Reihana Koteka-Wiki - Гайана – Ambika Ramraj - Гаити – Stephie Morency - Индия – Anukreethy Vas - Индонезия – Алья Нуршабрина - Никарагуа – Yoselin Reyes - Панама – Solaris Barba - Парагвай – Maquenna Gaiarín - Пуэрто-Рико – Dayanara Martinez - Испания – Amaia Izar - Таиланд – Nicolene Pichapa Limsnukan - США – Marisa Butler |

### Спорт
Мариса Батлер представительница США выиграла спортивные соревнования и стала третьей четвертьфиналисткой Мисс Мира 2018.
| Итоговый результат | Участница                       |
| ------------------ | ------------------------------- |
| Победитель         | - США – Мариса Батлер           |
| 1-я Вице мисс      | - Боливия – Vanessa Vargas      |
| 2-я Вице мисс      | - Нидерланды – Leonie Hesselink |
| Победитель команды | - Красная команда               |

| Команда | Синяя | Красная | Жёлтая |
| ------- | --- | --- | --- |
| Топ-18  | - Новая Зеландия – Jessica Daniel Tyson - Северная Ирландия – Katharine Walker - Панама – Solaris Barba - Шотландия – Linzi McLelland - Словения – Lara Kalanj - США – Marisa Butler | - Беларусь – Мария Василевич - Боливия – Vanessa Vargas - Канада – Hanna Begovic - Острова Кайман – Kelsie Woodman Bodden - Доминиканская Республика – Denise Romero - Ирландия – Aoife O'Sullivan | - Эквадор – Nicol Ocles - Венгрия – Andrea Szarvas - Казахстан – Ekaterina Dvoretskaya - Латвия – Daniela Gods-Romanovska - Нидерланды – Leonie Hesselink - Польша – Agata Biernat |
| Резерв  | - Мексика – Vanessa Ponce - Сьерра-Леоне – Sarah Laura Tucker | - Острова Кука – Reihana Koteka-Wiki - Гвинея-Бисау – Rubiato Nhamajo | - Финляндия – Jenny Lappalainen - Молдова – Tamara Zareţcaia |

### Мультимедиа
Шринкала Кативада представительница Непала выиграла в данном мероприятии, заняв своё место в финале Мисс Мира 2018.
| Итоговый результат | Участница |
| ------------------ | --- |
| Победитель         | - Непал – Шринкала Кативада |
| 1-я Вице мисс      | - Мексика – Vanessa Ponce |
| 2-я Вице мисс      | - Кения – Finali Galaiya |
| Топ-5              | - Франция – Maëva Coucke - Индонезия – Alya Nurshabrina |
| Топ-10             | - Индия – Anukreethy Vas - Малайзия – Larissa Ping Liew - Монголия – Erdenebaatar Enkhriimaa - Таиланд – Nicolene Pichapa Limsnukan - Венесуэла – Veruska Ljubisavljević |

### Красота с целью
Топ-5 победительниц конкурса красоты с целью (Мисс Непал, Индонезия, Новая Зеландия, Мексика и Вьетнам) стали четвертьфиналистками Мисс мира 2018.

 25 проектов, которые были отобраны:
| Итоговый результат | Участница |
| ------------------ | --- |
| Победитель         | - Непал – Shrinkhala Khatiwada |
| 1-я Вице мисс      | - Индонезия – Алья Нуршабрина - Новая Зеландия – Jessica Tyson |
| 2-я Вице мисс      | - Мексика – Vanessa Ponce - Вьетнам – Trần Tiểu Vy |
| Топ-12             | - Чили – Anahi Hormazabal - Ямайка – Kadijah Robinson - Кения – Finali Galaiya - Ливан – Mira Al Toufaily - Малайзия – Larissa Ping Liew - Панама – Solaris Barba - Тринидад и Тобаго – Ysabel Bisnath |
| Топ-25             | - Барбадос – Ashley Lashley - Бразилия – Jéssica Carvalho - Китай – Peirui Mao - Острова Кука – Reihana Koteka-Wiki - Гайана – Ambika Ramraj - Италия – Nunzia Amato - Япония – Kanako Date - Монголия – Erdenebaatar Enkhriimaa - Мьянма – Han Thi - Россия – Natalya Stroeva - Руанда – Liliane Iradukunda - Шотландия – Linzi McLelland - Сингапур – Vanessa Peh |

### Премия World Fashion Designer
Тулиса Кейи представительница Южной Африки и Пейруи Мао представительница Китая стали совместными лауреатами премии Дизайнера.
| Итоговый результат | Участница                                                                                            |
| ------------------ | --- |
| Победитель         | - Китай – Peirui Mao - ЮАР – Thulisa Keyi                                                            |
| Топ-5              | - Малайзия – Larissa Ping Liew - Португалия – Carla Rodrigues - Таиланд – Nicolene Pichapa Limsnukan |

### Премия Sanya Tourism Promotional Video
Финали Галайя представительница Кении победила в данной премии.
| Итоговый результат | Участница                         |
| ------------------ | --------------------------------- |
| Победитель         | - Кения – Finali Galaiya          |
| 1-я Вице мисс      | - Китай – Peirui Mao              |
| 2-я Вице мисс      | - Непал – Shrinkhala Khatiwada    |
| 3-я Вице мисс      | - Пуэрто-Рико – Dayanara Martinez |
| 4-я Вице мисс      | - Англия – Alisha Cowie           |

## Участницы
118 участниц участвовали в конкурсе красоты:
| Страна/Территория                   | Участница                  | Возраст | Родной город/регион     |
| ----------------------------------- | -------------------------- | ------- | ----------------------- |
| Албания                             | Nikita Preka               | 22      | Lezhë                   |
| Ангола                              | Nelma Ferreira             | 20      | Луанда                  |
| Аргентина                           | Victoria Soto              | 25      | Консепсьон-дель-Уругвай |
| Армения                             | Arena Zeynalyan            | 25      | Ереван                  |
| Аруба                               | Nurianne Arias             | 24      | Ораньестад              |
| Австралия                           | Taylah Cannon              | 23      | Мельбурн                |
| Австрия                             | Izabela Ion                | 24      | Брегенц                 |
| Багамские Острова                   | Brinique Gibson            | 22      | Нью-Провиденс           |
| Бангладеш                           | Jannatul Ferdous Oishee    | 18      | Пироджпур               |
| Барбадос                            | Ashley Lashley             | 19      | Бриджтаун               |
| Беларусь                            | Мария Василевич            | 21      | Минск                   |
| Бельгия                             | Angeline Flor Pua          | 23      | Антверпен               |
| Белиз                               | Jalyssa Arthurs            | 18      | Сан-Игнасио             |
| Боливия                             | Vanessa Vargas             | 22      | Кочабамба               |
| Босния и Герцеговина                | Anđela Paleksić            | 20      | Сараево                 |
| Ботсвана                            | Moitshepi Elias            | 24      | Габороне                |
| Бразилия                            | Jéssica Carvalho           | 22      | Парнаиба                |
| Виргинские Острова (Великобритания) | Yadali Thomas Santos       | 22      | Тортола                 |
| Болгария                            | Kalina Miteva              | 19      | София                   |
| Камерун                             | Aimee Caroline Nseke       | 22      | Яунде                   |
| Канада                              | Hanna Begovic              | 19      | Торонто                 |
| Острова Кайман                      | Kelsie Woodman Bodden      | 22      | Большой Кайман          |
| Чили                                | Anahi Hormazabal           | 19      | Сантьяго                |
| Китай                               | Mao Peirui                 | 26      | Иньчуань                |
| Колумбия                            | Laura Osorio               | 22      | Медельин                |
| Острова Кука                        | Reihana Koteka-Wiki        | 26      | Раротонга               |
| Хорватия                            | Ivana Mudnić Dujmina       | 17      | Дубровник               |
| Кюрасао                             | Nazira Colastica           | 18      | Виллемстад              |
| Кипр                                | Andriánna Fiakká           | 19      | Никосия                 |
| Чехия                               | Kateřina Kasanová          | 19      | Прага                   |
| Дания                               | Tara Jensen                | 18      | Хвидовре                |
| Доминиканская Республика            | Denise Romero              | 24      | Игуэй                   |
| Эквадор                             | Nicol Ocles                | 21      | Примампиро              |
| Египет                              | Mony Helal                 | 26      | Каир                    |
| Сальвадор                           | Metzi Solano               | 27      | Санта-Ана               |
| Англия                              | Alisha Cowie               | 19      | Ньюкасл-апон-Тайн       |
| Эфиопия                             | Soliyana Abayneh           | 22      | Аддис-Абеба             |
| Гвинея-Бисау                        | Silvia Adjomo Ndong        | 20      | Малабо                  |
| Финляндия                           | Jenny Lappalainen          | 23      | Хельсинки               |
| Франция                             | Maëva Coucke               | 24      | Фергюс                  |
| Грузия                              | Nia Tsivtsivadze           | 24      | Тбилиси                 |
| Германия                            | Christine Keller           | 24      | Дюссельдорф             |
| Гана                                | Nana Ama Benson            | 23      | Аккра                   |
| Гибралтар                           | Star Farrugia              | 22      | Гибралтар               |
| Греция                              | Maria Lepida               | 20      | Патры                   |
| Гваделупа                           | Morgane Thérésine          | 22      | Ле-Гозье                |
| Гуам                                | Gianna Sgambelluri         | 18      | Хагатна                 |
| Гватемала                           | Elizabeth Gramajo          | 22      | Гватемала               |
| Гвинея-Бисау                        | Rubiato Nhamajo            | 23      | Бафата                  |
| Гайана                              | Ambika Ramraj              | 19      | Джорджтаун              |
| Гаити                               | Stephie Morency            | 26      | Порт-о-Пренс            |
| Гонконг                             | Wing Wong                  | 25      | Цзюлун                  |
| Гондурас                            | Dayana Sabillón            | 23      | Сигуатепеке             |
| Венгрия                             | Andrea Szarvas             | 20      | Вестё                   |
| Исландия                            | Erla Ólafsdóttir           | 24      | Рейкьявик               |
| Индия                               | Anukreethy Vas             | 19      | Тируччираппалли         |
| Индонезия                           | Алья Нуршабрина            | 22      | Бандунг                 |
| Ирландия                            | Aoife O'Sullivan           | 23      | Бандон                  |
| Италия                              | Nunzia Amato               | 21      | Неаполь                 |
| Ямайка                              | Kadijah Robinson           | 23      | Сент-Елизабет           |
| Япония                              | Kanako Date                | 21      | Токио                   |
| Казахстан                           | Ekaterina Dvoretskaya      | 20      | Атырау                  |
| Кения                               | Finali Galaiya             | 24      | Найроби                 |
| Республика Корея                    | Bo Ah Cho                  | 25      | Сеул                    |
| Лаос                                | Kadoumphet Xaiyavong       | 21      | Вьентьян                |
| Латвия                              | Daniela Gods-Romanovska    | 21      | Рига                    |
| Ливан                               | Mira Al-Toufaily           | 26      | Бейрут                  |
| Лесото                              | Rethabile Thaathaa         | 21      | Масеру                  |
| Люксембург                          | Cassandra Lopes Monteiro   | 18      | Люксембург              |
| Мадагаскар                          | Miantsa Randriambelonoro   | 20      | Антананариву            |
| Малайзия                            | Larissa Ping Liew          | 19      | Лутонг                  |
| Мальта                              | Maria Ellul                | 24      | Валлетта                |
| Мартиника                           | Larissa Segarel            | 20      | Фор-де-Франс            |
| Маврикий                            | Murielle Ravina            | 22      | Порт-Луи                |
| Мексика                             | Vanessa Ponce              | 26      | Мехико                  |
| Молдова                             | Tamara Zareţcaia           | 21      | Кишинёв                 |
| Монголия                            | Erdenebaatar Enkhriimaa    | 21      | Улан-Батор              |
| Черногория                          | Natalija Glušcević         | 18      | Подгорица               |
| Мьянма                              | Han Thi                    | 21      | Янгон                   |
| Непал                               | Shrinkhala Khatiwada       | 23      | Хетауда                 |
| Нидерланды                          | Leonie Hesselink           | 26      | Амстердам               |
| Новая Зеландия                      | Jessica Tyson              | 25      | Окленд                  |
| Никарагуа                           | Yoselin Gómez Reyes        | 23      | Боако                   |
| Нигерия                             | Anita Ukah                 | 23      | Оверри                  |
| Северная Ирландия                   | Katharine Walker           | 23      | Белфаст                 |
| Норвегия                            | Madelen Michelsen          | 19      | Осло                    |
| Панама                              | Solaris Barba              | 19      | Панама                  |
| Парагвай                            | Maquenna Gaiarín           | 22      | Асунсьон                |
| Перу                                | Clarisse Uribe             | 22      | Чинча-Альта             |
| Филиппины                           | Katarina Rodriguez         | 26      | Ламитан                 |
| Польша                              | Agata Biernat              | 28      | Здуньска-Воля           |
| Португалия                          | Carla Rodrigues            | 25      | Лиссабон                |
| Пуэрто-Рико                         | Dayanara Martínez          | 25      | Канованас               |
| Россия                              | Natalya Stroeva            | 19      | Якутск                  |
| Руанда                              | Liliane Iradukunda         | 19      | Кигали                  |
| Шотландия                           | Linzi McLelland            | 24      | Ист-Килбрайд            |
| Сенегал                             | Aïssatou Filly             | 22      | Дакар                   |
| Сербия                              | Ivana Trišić               | 24      | Белград                 |
| Сьерра-Леоне                        | Sarah Laura Tucker         | 24      | Бонте                   |
| Сингапур                            | Vanessa Peh                | 23      | Сингапур                |
| Словакия                            | Dominika Grecová           | 20      | Братислава              |
| Словения                            | Lara Kalanj                | 18      | Любляна                 |
| ЮАР                                 | Thulisa Keyi               | 26      | Ист-Лондон              |
| Южный Судан                         | Florence Thompson          | 19      | Джуба                   |
| Испания                             | Amaia Izar                 | 21      | Аойс                    |
| Шри-Ланка                           | Nadia Gyi                  | 18      | Коломбо                 |
| Танзания                            | Queen Elizabeth Makune     | 22      | Дар-эс-Салам            |
| Таиланд                             | Nicolene Pichapa Limsnukan | 20      | Бангкок                 |
| Тринидад и Тобаго                   | Ysabel Bisnath             | 26      | Порт-оф-Спейн           |
| Турция                              | Sevval Sahin               | 19      | Стамбул                 |
| Уганда                              | Quiin Abenakyo             | 22      | Майуге                  |
| Украина                             | Leonila Guz                | 19      | Херсон                  |
| США                                 | Marisa Butler              | 24      | Стандиш                 |
| Венесуэла                           | Veruska Ljubisavljević     | 27      | Каракас                 |
| Вьетнам                             | Trần Tiểu Vy               | 18      | Куангнам                |
| Уэльс                               | Bethany Harris             | 20      | Ньюпорт                 |
| Замбия                              | Musa Kalaluka              | 20      | Лусака                  |
| Зимбабве                            | Belinda Potts              | 21      | Хараре                  |

### Вернулись
Последний раз участвовали в 2014 году:
- Барбадос
- Люксембург
- Мартиника

Последний раз участвовали в 2016 году:
- Беларусь
- Чехия
- Гвинея-Бисау
- Гаити
- Латвия
- Малайзия
- Пуэрто-Рико
- Сьерра-Леоне
- Уганда

### Обозначения
1. ↑  ALBANIA – Nikita Preka was appointed as "Miss World Albania 2018" by Vera Grabocka after she was reappointed the franchise holder of Miss World in Albania.[8]
2. ↑  BELIZE – Jalyssa Arthurs was appointed as "Miss World Belize 2018" after a closed door ceremony took place organized by Michael Arnold, the national director of Miss World in Belize.
3. ↑  EGYPT – Mony Helal was appointed to represent Egypt by Youseff Sphai after he was reappointed the franchise holder for Miss World in Egypt.
4. ↑  EL SALVADOR – Metzi Solano was appointed as "Miss World El Salvador 2018" after Carlos Jimenez acquired the Miss World franchise in El Salvador. Metsi previously was Miss Supranational El Salvador 2013 and Miss Intercontinental El Salvador 2017.
5. ↑  FINLAND – Jenny Lappalainen was appointed as Miss World Finland 2018 by the national director of Miss Suomi pageant. Lappalainen was crowned the 2-я Вице мисс at the Miss Suomi 2018 pageant.
6. ↑  GUINEA-BISSAU – Rubiato Nhamajo was appointed to represent Guinea-Bissau, she was previously Miss Guinea-Bissau 2014.
7. ↑  ICELAND – Erla Ólafsdóttir was appointed to represent Iceland by Björn Leifsson, national director of Miss World in Iceland after no national pageant was held.
8. ↑  LATVIA – Daniela Gods-Romanovska was appointed to compete at the Miss World 2018 pageant by Julia  Djadenko-Muggler and Kristina Djadenko, the national directors of Miss World in Latvia.
9. ↑  LEBANON – Mira Al-Toufaily was appointed to represent Lebanon after finishing 1-я Вице мисс as the Miss Lebanon 2018 pageant.
10. ↑  UNITED STATES – Marisa Butler was appointed to compete at Miss World 2018 pageant after a video interview selection process was organized by Michael Blakey, after he was appointed the new franchise holder for Miss World in the United States due time constraints in organizing a pageant.

### Замены
1. ↑  AUSTRIA –  Izabela Ion  was awarded the title of Miss Austria 2018 after the original winner Daniela Zivkov was dethroned by Jörg Rigger, the new national director of Miss Austria pageant for violating the terms and conditions stipulated in her contract. Ion represented the federal state of Vorarlberg at Miss Austria 2018 and was crowned the 1-я Вице мисс at the pageant.
2. ↑  DENMARK – Tara Jensen was crowned the new Miss Denmark 2018 by Lisa Lents, the national director of Miss Denmark pageant after the original winner Louise Sander Henriksen resigned due to personal reason. Jensen was crowned the 1-я Вице мисс at the Miss Denmark 2018 pageant.
3. ↑  LUXEMBOURG – Cassandra Lopes Monteiro was appointed to compete at Miss World 2018 pageant as a replacement to Kelly Nilles, Miss Luxembourg 2018 by Hervé Lancelin, the president of Miss Luxembourg pageant, because of scheduling conflicts between Miss World 2018 and Miss Luxembourg 2019 pageants. Monteiro was the 3rd runner up at the Miss Luxembourg 2018 pageant.
4. ↑  PERU – Clarisse Uribe was crowned Miss World Peru 2018 by Tito Paz, the national director of the Miss World Peru contest, after the original winner Estefany Mauricci was dismissed for not having her accredited professional degree, which is one of the prerequisites to compete in the national contest. Uribe represented the department of Chincha and was the first finalist in the contest.
5. ↑  Россия – Наталья Строева была назначена «Мисс Мира Россия 2018» Ларисой Тихоновой, национальным директором конкурса «Мисс Россия», после того как Miss Russia Organization приняла коллективное решение отправить Юлию Полячихину], первоначального победителя конкурса «Мисс Россия 2018» на конкурс «Мисс Вселенная 2018», чтобы избежать конфликтов при планировании. Строева на «Мисс Россия 2018» представляла Якутию и стала 2-й Вице-мисс.[105]

### Отказались
- Кабо-Верде
- Кот-д’Ивуар
- Фиджи
- Гвинея
- Израиль
- Либерия
- Макао
- Румыния
- Сейшельские Острова
- Швеция
- Тунис
- Уругвай

## Участие в других конкурсах красоты
Конкурсантки, которые ранее участвовали или будут участвовать в других международных конкурсах красоты:
Мисс интернешнл
- 2016:  Новая Зеландия: Jessica Tyson
- 2017:  Гонконг: Wing Wong

Miss Supranational
- 2013:  Сальвадор: Metzi Solano
- 2014:  Мьянма: Han Thi (Топ-10)
- 2016:  Канада: Hanna Begovic

Miss United Continents
- 2018:  Перу: Clarisse Uribe

Miss Intercontinental
- 2017:  Сальвадор: Metzi Solano
- 2017:  Филиппины: Katarina Rodriguez (1-я Вице мисс)

Miss Eco International
- 2017:  Мальта: Maria Ellul (Топ-21)

World Miss University
- 2017:  Танзания: Queen Elizabeth Makune